# Gretl Joseffy
Gretl Joseffy  – austriacka. brydżystka.

## Wyniki brydżowe

### Zawody europejskie
W europejskich zawodach zdobyła następujące lokaty:
| Zawody europejskie. Konkurencja teamów | Zawody europejskie. Konkurencja teamów | Zawody europejskie. Konkurencja teamów | Zawody europejskie. Konkurencja teamów | Zawody europejskie. Konkurencja teamów | Zawody europejskie. Konkurencja teamów |
| Rok                                    | Miejsce                                | Zawody                                 | Kategoria                              | Drużyna                                | Pozycja                                |
| -------------------------------------- | -------------------------------------- | -------------------------------------- | -------------------------------------- | -------------------------------------- | -------------------------------------- |
| 1937                                   | Budapeszt                              | 6. Mistrzostwa Europy Teamów           | Kobiety                                | Austria                                | 1                                      |
| 1936                                   | Sztokholm                              | 5. Mistrzostwa Europy Teamów           | Kobiety                                | Austria                                | 1                                      |
| 1935                                   | Bruksela                               | 4. Mistrzostwa Europy Teamów           | Kobiety                                | Austria                                | 1                                      |

## Klasyfikacja
- Gretl Joseffy – klasyfikacja WBF (ang.)
- Gretl Joseffy – klasyfikacja EBL (ang.)